# یاسکاوا
یاسکاوا (به ژاپنی: 安川電機) شرکت تجهیزات الکتریکی ژاپنی است، که در زمینه طراحی و تولید تجهیزات رباتیک، مکاترونیک و روبات‌های صنعتی، سوئیچ‌ها، موتورهای خودمهار و درایوهای فرکانس‌متغیر، همچنین ارائه خدمات مهندسی سیستمها و فناوری اطلاعات فعالیت می‌کند.
شرکت یاسکاوا در سال ۱۹۱۵ توسط کئیشیرو یاسکاوا تأسیس شد و در حال حاضر دارای عملیات در کشورهای ایالات متحده آمریکا، برزیل، کانادا، آلمان، سوئد، اسرائیل، ایتالیا، فرانسه، اسپانیا، هلند، کره جنوبی، چین، اندونزی، هند، آفریقای جنوبی و بریتانیا می‌باشد.
دفتر مرکزی این شرکت در کیتاکیوشو، فوکوئوکا، ژاپن قرار دارد و بخشی از سهام آن در بازارهای بورس فوکوکا و بورس توکیو معامله می‌شود.
مستر تراست بانک با ۵٫۶ درصد، میزوهو بانک با ۳٫۲ درصد و ژاپن تراستی سرویس بانک با در اختیار داشتن ۶٫۷ درصد از سهام یاسکاوا، بزرگترین سهام‌داران آن به‌شمار می‌آیند.